# Hege Riise
Hege Riise (Lørenskog, 18 juli 1969) is een Noors voetbalspeelster.
Op het Wereldkampioenschap voetbal vrouwen 1995 kreeg ze de Gouden Bal als beste speelster van dat WK.
In 1996 en in 2000 speelde zij met het Noors vrouwenvoetbalelftal op de Olympische Zomerspelen. Bij die eerste editie behaalde ze de bronzen medaille, vier jaar later werden ze olympisch kampioen.
In 2003 werd Riise uitgeroepen tot beste vrouwelijke voetbalspeler van Noorwegen ooit. Ze speelde 188 internationale wedstrijden waarin ze 58 doelpunten maakte. Na haar carrière als speelster werd ze trainer van Team Strømmen, assistent-coach van het Amerikaans voetbalelftal van 2009 tot 2011 en van LSK Kvinner, waar ze in 2017 hoofdtrainer werd. 
In januari 2021 wordt Riise interim-trainer van het Engels vrouwenelftal totdat Sarina Wiegman daar bondscoach wordt.
- Bibsys: 58376
- International Standard Name Identifier: 0000 0004 8821 1282
- Virtual International Authority File: 102149105997168490220